# Goran Hrvaćanin
Goran Hrvaćanin, tudi znan pod psevdonimom Gojko »Hitmacher« Ajkula, slovenski igralec, scenarist, producent, pevec in komik, * 1984, Jesenice, SR Slovenija.

## Filmografija
- V dvoje (2015)
- Pr' Hostar (2016)
- Sekirca v med (2021-2022)
- Pr' Hostar 2 ‰ (2022)

## Diskografija
- Gunce Afno (Cela Diskoteka) (december 2022)
- Oči boje Panama (maj 2023)
- December 2 Remember (december 2023)
- Afrodizijak (januar 2024)
- Kocka (april 2024)
- Polka za 2 milijona folka (maj 2024)
- Ona Ima (oktober 2024)
- Hitmacher Retrovizor (december 2024)
- Falsifikat (februar 2025)
- Kaj boš jedla baby? (junij 2025)